# NF Z 42-013
La norme NF Z 42-013 publiée par l’AFNOR en 1999 puis révisée en 2001 puis en 2009 et plus récemment en 2020, énonce un ensemble d'exigences et de recommandations fonctionnelles, organisationnelles et d'infrastructure pour la conception et l'exploitation d'un système d'archivage électronique (SAE). Le texte normatif aborde l'organisation autour des fonctions de l'archivage électronique, le versement, la conservation, l'accessibilité, la communication et la gestion des éliminations, l'interopérabilité du SAE, la restitution et la réversibilité.
Depuis 2009, le titre de la norme était : « Spécifications relatives à la conception et à l’exploitation de systèmes informatiques en vue d’assurer la conservation et l’intégrité des documents stockés dans ces systèmes ».
En 2020, le texte normatif évolue en profondeur et le titre devient : « Archivage électronique ».
La norme révisée est destinée :
- aux organismes ou entreprises qui souhaitent mettre en œuvre des systèmes d'archivage électronique dans lesquels ils pourront archiver des documents électroniques de telle façon que leur intégrité soit préservés ;
- aux éditeurs de systèmes d’archivages électroniques (SAE) ;
- aux tiers archiveurs assurant un service d'exploitation d'un SAE externalisé ou mutualisé.

## Les clés essentielles de la norme
Les points clés de la norme sont :
- la définition d’une politique d’archivage ;
- les processus de versement, de conservation, de communication, de restitution, d'élimination
- La gestion des éléments de preuves (attestation, journaux)
- La gestion et la démonstration de l’intégrité des objets archivés via les empreintes et le scellement électronique ;
- la génération de journaux quotidiens horodatés et intégrant les éléments de preuve des objets archivés (empreintes, date et heure des opérations…) ;
- l’archivage des journaux quotidiens avec les mêmes principes appliqués aux objets archivés dans le SAE ;
- la mise en place d'un mécanisme de chaînage des journaux archivés afin qu'il ne soit pas possible de remplacer un journal par un autre sans casser la chaîne de preuves;
- le dossier technique du SAE, sa gestion, son intégrité ;
- la gestion des migrations de support et/ou des conversions de format des objets dans le temps ;
- la réversibilité du SAE ;
- l’auditabilité du SAE.
- l'interopérabilité
- les clauses contractuelles pour les tiers archiveurs

## Révision de la norme
La première version de la norme datait de décembre 1999. Une première révision en 2001 limitait l’usage des recommandations de la norme au disque WORM. Une deuxième version, élaborée dans le cadre de la commission de normalisation 171 (« Archivage — Cycle de vie du document et sécurité des données »), a été adoptée le 4 février 2009 par le conseil d’administration de l’AFNOR. Cette version de la norme correspond à un référentiel de spécifications basé sur des exigences. Deux niveaux d’exigences (minimales et complémentaires) sont détaillés et permettent la mise en place d’un SAE selon le besoin ou les contraintes en présences. À noter que l’utilisation de techniques de stockage autre que le WORM est maintenant cadré par la révision 2009 de la norme.
Une nouvelle version de la norme NF Z42-013 a été finalisée en février 2019 par la CN171. Cette nouvelle version a été mise à l'enquête publique en mars 2019 pour aboutir à une publication du nouveau texte en octobre 2020. Cette nouvelle révision porte l'indice NF Z42-013:2020.

## Application et déclinaisons de la norme
- La commission de normalisation 171 de l’AFNOR a rédigé une FAQ autour de la nouvelle révision 2020 de la norme. Cette foire aux questions est  publiée sur le site de l'AFNOR.
- La norme NF Z 42-025 a été publiée au début de mai 2011 par l’AFNOR. Elle concerne le domaine métier RH et plus particulièrement la dématérialisation du bulletin de salaire, et se conforme aux spécifications de la NF Z42-013, qui apparaît comme « norme de base » à respecter pour la conservation des documents électroniques.
- La norme NF Z 42-020 concerne le composant coffre-fort numérique (CCFN) utilisable d’une manière facultative dans un SAE NF Z42-013. Cette norme a été publiée en juin 2012 par l’AFNOR.
- La norme NF Z 42-026, publiée en 2017, concerne un service de numérisation fidèle de documents d'activité. Cette norme est en cours de révision en 2022.
- En février 2022, un nouveau fascicule documentaire est publié par la commission de normalisation 171 sous la référence FD 242-027. Ce fascicule traite des sujets qui suivent: Usage des attestations, valeur probatoire des attestations, production des attestations, conservation des attestations, communication des attestations, description de chaque type d’attestation.

## Certification, Marque NF 461, agrément SIAF
Une certification fondée sur un référentiel basé sur la norme NF Z 42-013 et sur la norme ISO 14641-1 a été publiée le 17 décembre 2012. Elle est accessible aux organismes et entreprises souhaitant mettre en œuvre un SAE conforme aux exigences de la norme ainsi qu'aux sociétés qui proposent des services de tiers d’archivage électronique à vocation probatoire. Le domaine d'application de la certification peut concerner l'archivage électronique uniquement ou l'archivage électronique et la numérisation fidèle. Les SAE certifiés conformes au référentiel, se voient attribuer la marque NF 461 délivrée par AFNOR Certification, organisme de certification indépendant et accrédité par le Comité français d’accréditation (COFRAC). Les règles de certification de la marque sont librement disponibles sur le site de la Marque NF. La liste des systèmes d'archivage certifiés NF461 à usage interne et non commercial et à usage commercial  est disponible sur le site officiel de la marque NF.
À la suite de la révision de la norme en 2020, le référentiel de certification NF 461 a été révisé. Une nouvelle version des règles de certification a été publiée et mise en ligne par Afnor Certification en 2021. La marque NF 461 basée sur les nouvelles règles de certification est désormais un prérequis pour l'obtention de l'agrément SIAF à compter du 01/01/2021.

## Norme ISO
La norme NF Z 42-013 dans sa révision de 2009 a été traduite en anglais et a donné naissance à la norme ISO 14641-1. en 2018, le titre et la numérotation de la norme ISO ont été modifiés. La norme porte le numéro ISO 14641:2018 et son titre est : « Archivage électronique — Conception et exploitation d'un système informatique pour la conservation intègre de documents électroniques — Spécifications »